# Stundenbuch des Étienne Chevalier

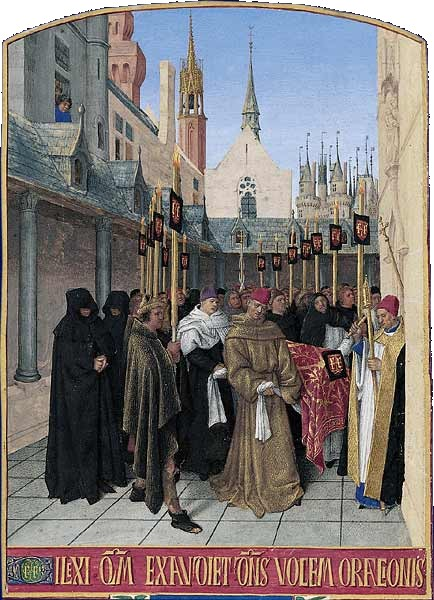
Begräbniszug

Das Stundenbuch des Étienne Chevalier ist ein von Jean Fouquet für den königlichen Schatzmeister Étienne Chevalier geschaffenes illustriertes Stundenbuch, das zu den herausragenden Werken der gotischen Buchmalerei zählt. Es wurde wahrscheinlich nach Fouquets Rückkehr aus Italien 1448 und vor 1457 vollendet, da er ab dieser Zeit andere bedeutende Aufträge auszuführen hatte. Die Buchmalereien galten der Forschung wegen Fouquets meisterhafter Beherrschung der räumlichen Darstellung und Lichtführung sowie wegen der Lebendigkeit und Originalität der Miniaturen seit jeher nicht nur als ein Hauptwerk des Künstlers, sondern der Buchmalerei des 15. Jahrhunderts schlechthin.
Der Stifter ist auf dem Frontispiz ähnlich dem später entstandenen Diptychon von Melun gemeinsam mit Stephanus vor der thronenden Maria dargestellt und auf einer weiteren Miniatur als Betender bei der Grablegung Christi. Sein Name Maistre Estienne Chevalier und sein Monogramm sind an zahlreichen Stellen in die Illustrationen eingefügt.
Im Gegensatz zu späteren Handschriften führte Jean Fouquet fast alle Illustrationen eigenhändig aus. Dies ist ein Indiz für eine frühe Ansetzung der Handschrift im Werk Fouquets, als dieser noch über keine leistungsstarke Werkstatt verfügte, und gleichzeitig ein Grund, warum die Miniaturen dieser Handschrift auf so durchgängig hohem Niveau ausgeführt sind. In den Miniaturen ist die Mitarbeit eines Gesellen sichtbar, ein Bild blieb unvollendet.
Mehrere Miniaturen sind in innovativer Weise in zwei Bildfelder unterteilt. Das obere präsentiert dabei das Hauptmotiv, im unteren finden sich Nebenszenen oder auch Fantasiewesen, wie man sie in der gotischen Buchmalerei häufig in Randdrolerie findet.
Das Stundenbuch blieb in der Familie Chevalier, bis es Ende des 18. Jahrhunderts verkauft und auseinander geschnitten wurde, so dass heute nur noch 47 einzelne Miniaturen erhalten sind, von denen die meisten bis zum Bildrand beschnitten und auf Holztafeln aufgeklebt sind. Vierzig Blätter gelangten aus dem Besitz der Familie Brentano, die sie 1805 in Basel erworben hatte, in das Musée Condé im Schloss Chantilly. Sieben weitere Miniaturen befinden sich in der Bibliothèque nationale de France, im Louvre und im Musée Marmottan in Paris, in der Londoner British Library und in Upton House sowie im New Yorker Metropolitan Museum. Ein 1981 entdecktes Textblatt erlaubt die Rekonstruktion des Buches in groben Zügen.

## Einzelbelege
1. ↑  So Schaefer 1994, Seite 307.
2. ↑  Stellvertretend E. König 1989, Sp. 676.
3. ↑  Schaefer 1994, Seite 307.
4. ↑  n. a. lat. 1416.
5. ↑  Departement des Arts graphiques, R.F. 1679.
6. ↑  Add. 37421.
7. ↑  Collection Lord Bearsted.
8. ↑  Schaefer 1994, Seiten 306–308.